# Cosmioconcha parvula
Cosmioconcha parvula är en snäckart som först beskrevs av Dall 1912.  Cosmioconcha parvula ingår i släktet Cosmioconcha och familjen Columbellidae. Inga underarter finns listade i Catalogue of Life.